# Artūras Driukas
Artūras Driukas (* 4. August 1961 in Švenčionėliai, Rajongemeinde Švenčionys) ist ein litauischer Jurist, Zivilrichter des Appellationsgerichts Litauens, Vorsitzender der Abteilung für Zivilsachen.

## Leben
Von 1978 bis 1983 absolvierte Driukas das Diplomstudium der Rechtswissenschaft an der Juristischen Fakultät der Universität Vilnius. Von 1995 bis 1996 arbeitete er als Richter im Stadtkreisgericht Druskininkai und vom Oktober 1996 bis 1999 im Appellationsgericht. Von 1999 bis Februar 2003 war Driukas Richter des Lietuvos Aukščiausiasis Teismas und vom Februar 2003 bis zum Januar 2009 Richter sowie Vorsitzender der Abteilung für Zivilsachen des Appellationsgerichts Litauens.
Seit Februar 2001 ist Driukas Lektor des Lehrstuhls für Zivilprozessrecht der Rechtsfakultät der Lietuvos teisės universitetas (jetzt MRU). Seit 1999 ist er Lektor des Richterbildungszentrums.
Driukas war Mitglied der Arbeitsgruppe für die Ausarbeitung des Litauischen Zivilprozessgesetzbuches von 2002. Driukas ist Mitautor des Kommentars des Zivilprozessgesetzbuchs.